# أليز ليم
أليز ليم (بالفرنسية: Alizé Lim)‏ وهي لاعبة كرة مضرب فرنسية ولدت في يوم 13 يوليو 1990 في مدينة باريس عاصمة فرنسا وهي مصنفة 138 في مارس 2014 وقد لعبت في الزوجي مع مواطنتها الفرنسية فيكتوريا لارير في دورة فرنسا المفتوحة 2011 وشاركت في الفردي في الغراندسلام في دورة فرنسا المفتوحة 2014 وقد خرجت من الدور الأول بعد خسارتها مع المصنفة الأولى عالمياً الأمريكية سيرينا ويليامز.

## روابط خارجية
- أليز ليم على موقع رابطة محترفات التنس (الإنجليزية)
- أليز ليم على موقع الاتحاد الدولي لكرة المضرب (الإنجليزية)
- أليز ليم على موقع خلاصة التنس.كوم (الإنجليزية)